# Liste der Monuments historiques in Marbaix
Die Liste der Monuments historiques in Marbaix führt die Monuments historiques in der französischen Gemeinde Marbaix auf.

## Liste der Bauwerke
| Bezeichnung               | Beschreibung | Standort                  | Kennzeichnung | Schutzstatus | Datum | Bild |
| ------------------------- | ------------ | ------------------------- | ------------- | ------------ | ----- | ---- |
| Kapelle Notre-Dame-de-Hal |              | Hameau de Baptiste (Lage) | PA00107735    | Inscrit      | 1946  |      |